# Bill Hay
Pour les articles homonymes, voir Hay.
William Charles Hay, dit Bill Hay, né le 9 décembre 1935 à Saskatoon dans la Saskatchewan au Canada et mort le 25 octobre 2024 à Calgary en Alberta au Canada, est un joueur professionnel canadien de hockey sur glace assigné au poste de centre, entre 1958 et 1967.

## Biographie
En 1958, il prend part au camp d'entraînement des Canadiens de Montréal qui le prêtent aux Stampeders de Calgary dans la Western Hockey League. La saison suivante, il est vendu aux Black Hawks de Chicago. Il y joue au sein de la Million Dollar line en compagnie de Bobby Hull et Murray Balfour. Il remporte cette même saison le trophée Calder. En 1961, il fait partie de l'équipe qui remporte la Coupe Stanley.
Il prend sa retraite de joueur en 1967 en hockey. Il passe cinq ans à la tête des Flames de Calgary et, en 1999, il est nommé président du temple de la renommée du hockey.
Bill Hay meurt le 25 octobre 2024 à Calgary à l'âge de 88 ans,.

## Parenté dans le sport
Il est le fils du joueur de hockey, Charles Hay et le neveu de Earl Miller.

## Statistiques
| Saison     | Équipe                        | Ligue         |     | Saison régulière | Saison régulière | Saison régulière | Saison régulière | Saison régulière |    | Séries éliminatoires | Séries éliminatoires | Séries éliminatoires | Séries éliminatoires | Séries éliminatoires |
| Saison     | Équipe                        | Ligue         | PJ  | B                | A                | Pts              | Pun              | PJ               | B  | A                    | Pts                  | Pun                  |                      |                      |
| 1952-1953  | Pats de Regina                | WCJHL[Quoi ?] | 29  | 14               | 17               | 31               | 22               | 7                | 0  | 2                    | 2                    | 0                    |                      |                      |
| 1953-1954  | University de la Saskatchewan | WCIAA[Quoi ?] | 5   | 4                | 1                | 5                | 4                |                  |    |                      |                      |                      |                      |                      |
| 1954-1955  | Pats de Regina                | WCJHL         | 33  | 16               | 31               | 47               | 68               | 14               | 8  | 2                    | 10                   | 6                    |                      |                      |
| 1954-1955  | Pats de Regina                | M-Cup[Quoi ?] | 15  | 12               | 11               | 23               | 12               |                  |    |                      |                      |                      |                      |                      |
| 1955-1956  | Colorado College              | WIHA[Quoi ?]  |     |                  |                  |                  |                  |                  |    |                      |                      |                      |                      |                      |
| 1956-1957  | Colorado College              | WIHA          | 30  | 28               | 45               | 73               |                  |                  |    |                      |                      |                      |                      |                      |
| 1957-1958  | Colorado College              | WIHA          | 30  | 32               | 48               | 80               | 23               |                  |    |                      |                      |                      |                      |                      |
| 1958-1959  | Stampeders de Calgary         | WHL           | 53  | 24               | 30               | 54               | 27               | 8                | 3  | 5                    | 8                    | 6                    |                      |                      |
| 1959-1960  | Black Hawks de Chicago        | LNH           | 70  | 18               | 37               | 55               | 31               | 4                | 1  | 2                    | 3                    | 2                    |                      |                      |
| 1960-1961  | Black Hawks de Chicago        | LNH           | 69  | 11               | 48               | 59               | 45               | 12               | 2  | 5                    | 7                    | 20                   |                      |                      |
| 1961-1962  | Black Hawks de Chicago        | LNH           | 60  | 11               | 52               | 63               | 34               | 12               | 3  | 7                    | 10                   | 18                   |                      |                      |
| 1962-1963  | Black Hawks de Chicago        | LNH           | 64  | 12               | 33               | 45               | 36               | 6                | 3  | 2                    | 5                    | 6                    |                      |                      |
| 1963-1964  | Black Hawks de Chicago        | LNH           | 70  | 23               | 33               | 56               | 30               | 7                | 3  | 1                    | 4                    | 4                    |                      |                      |
| 1964-1965  | Black Hawks de Chicago        | LNH           | 69  | 11               | 26               | 37               | 36               | 14               | 3  | 1                    | 4                    | 4                    |                      |                      |
| 1965-1966  | Black Hawks de Chicago        | LNH           | 68  | 20               | 31               | 51               | 20               | 6                | 0  | 2                    | 2                    | 4                    |                      |                      |
| 1966-1967  | Black Hawks de Chicago        | LNH           | 36  | 7                | 13               | 20               | 12               | 6                | 0  | 1                    | 1                    | 4                    |                      |                      |
| Totaux LNH | Totaux LNH                    | Totaux LNH    | 506 | 113              | 273              | 386              | 244              | 67               | 15 | 21                   | 36                   | 62                   |                      |                      |

## Honneurs et récompenses
- 1960 : vainqueur du trophée Calder
- 1961 : champion de la coupe Stanley